# Jean-Pierre Legrand
 (décembre 2022).
 (décembre 2022).
La mise en forme du texte ne suit pas les recommandations de Wikipédia : il faut le « wikifier ».
Les points d'amélioration suivants sont les cas les plus fréquents :
- Les titres sont pré-formatés par le logiciel. Ils ne sont ni en capitales, ni en gras.
- Le texte ne doit pas être écrit en capitales (les noms de famille non plus), ni en gras, ni en italique, ni en « petit »…
- Le gras n'est utilisé que pour surligner le titre de l'article dans l'introduction, une seule fois.
- L'italique est rarement utilisé : mots en langue étrangère, titres d'œuvres, noms de bateaux, etc.
- Les citations ne sont pas en italique mais en corps de texte normal. Elles sont entourées par des guillemets français : « et ».
- Les listes à puces sont à éviter, des paragraphes rédigés étant largement préférés. Les tableaux sont à réserver à la présentation de données structurées (résultats, etc.).
- Les appels de note de bas de page (petits chiffres en exposant, introduits par l'outil «  Source ») sont à placer entre la fin de phrase et le point final[comme ça].
- Les liens internes (vers d'autres articles de Wikipédia) sont à choisir avec parcimonie. Créez des liens vers des articles approfondissant le sujet. Les termes génériques sans rapport avec le sujet sont à éviter, ainsi que les répétitions de liens vers un même terme.
- Les liens externes sont à placer uniquement dans une section « Liens externes », à la fin de l'article. Ces liens sont à choisir avec parcimonie suivant les règles définies. Si un lien sert de source à l'article, son insertion dans le texte est à faire par les notes de bas de page.
- La présentation des références doit suivre les conventions bibliographiques. Il est recommandé d'utiliser les modèles {{Ouvrage}}, {{Chapitre}}, {{Article}}, {{Lien web}} et/ou {{Bibliographie}}. Le mode d'édition visuel peut mettre en forme automatiquement les références.
- Insérer une infobox (cadre d'informations à droite) n'est pas obligatoire pour parachever la mise en page.

Pour une aide détaillée, merci de consulter Aide:Wikification.
Si vous pensez que ces points ont été résolus, vous pouvez retirer ce bandeau et améliorer la mise en forme d'un autre article.
Jean-Pierre Legrand, né le 28 mai 1930 à Boulogne-Billancourt et mort le 19 juillet 2019 à Rueil-Malmaison, est un ingénieur et physicien français, lauréat de l'académie des sciences et un des pionniers de la météorologie de l'espace. Ouvert à différentes disciplines, il a su créer des liens interdisciplinaires entre les relations soleil-terre, climat, météorologie et géophysique.

## Biographie

### Formation
Jean-Pierre Legrand entre au collège de Juilly en 1942 et intègre l’École Breguet (ESIEE Paris) de 1945 à 1950 pour suivre la formation de technicien des industries électromécaniques spécialité radioélectricité. Il réussit brillamment ces cinq années d'étude et reçoit la médaille de bronze de l'établissement. Il obtient en 1952, un diplôme du conservatoire national des arts et métiers en physique générale, nucléaire et rayons X.

### Carrière
Jean-Pierre Legrand commence sa carrière en novembre 1950 au Commissariat à l’énergie atomique (CEA) dans le service des constructions électriques du fort de Châtillon où il expérimente la partie électrique d'un banc à vide permettant de fabriquer des compteurs Geiger-Müller,,, puis par la suite dans le service de la pile atomique Zoé (5-150kW). Recruté comme ingénieur en juillet 1954 à la section atomique de la Direction des études et fabrications d'armement (DEFA) au Fort d'Issy, il étudie avec l'accélérateur de particules Bêtatron (31 MeV) les neutrons rapides ainsi que les neutrons lents,,. C’est dans le cadre de cette activité qu’il découvre un stock de compteurs Geiger-Müller qui le conduit à la mise en place d’un télescope de rayons cosmiques pour l’étude des relations Soleil-Terre. La section atomique ayant été intégrée à la Direction des applications militaires (DAM) du CEA, il est détaché en 1961 au Laboratoire de physique cosmique du CNRS, au sein duquel il crée la section « mesures en altitude ». Il organise en coopération avec différents laboratoires européens de 1961 à 1970 des campagnes de lancers de ballons stratosphériques à travers le monde pour l’étude de l’arrivée de protons solaires et des rayons X auroraux. De cette coopération naîtra une organisation internationale dénommée SPARMO (Solar Particles And Radiations Monitoring Organization) dont il fut un des directeurs et donnant lieu à différentes publications.
En septembre 1970, il rejoint l'équipe station du groupe de recherches ionosphériques du Centre national de la recherche scientifique (CNRS) basé à l'Observatoire de Saint-Maur-des-Fossés. Maitrisant la technique des lancements de ballons stratosphériques, il participe en 1972 avec les expéditions polaires françaises à une campagne de mesure du champ électrique en Terre Adélie sur la base antarctique Dumont-d'Urville.
Intégré en 1976 comme ingénieur de recherche au sein du laboratoire de géophysique externe, il étudie en collaboration avec Paul Simon le cycle des tâches solaires. Cette étude menée sur plusieurs années mettra en évidence la présence de jets de vent solaire récurrents très stables près du minimum de tâche. En 1993, l'Académie des sciences soulignera l'intérêt de cette étude en leur décernant conjointement le prix Charles-Louis de Saulses de Freycinet pour leur contribution essentielle à la compréhension de certains mécanismes du cycle solaire.

#### Instrumentation
À la sortie de l’école Brequet, Jean-Pierre Legrand consacre ses premières années de travail à l’instrumentation et à l’utilisation des compteurs Geiger dans le cadre d’études en physique nucléaire. C’est en travaillant avec ces compteurs Geiger qu’il fait des recherches sur le rayonnement cosmique et améliore ainsi cette détection en participant à des expériences de détecteurs embarqués sur des ballons du Centre national d'études spatiales (CNES) : détecteur SPARMO (détecteur allemand standard), détecteur multidirectionnel (détecteur allemand modifié).

### Les relations Soleil-Terre

#### Travaux sur le rayonnement cosmique
Jean-Pierre Legrand a contribué aux études sur le rayonnement cosmique, ses travaux ont permis de détecter la « pré-baisse » du rayonnement cosmique précédent l’orage de rayonnements cosmiques, et ceci avant l’apparition d’un gros centre d’activité sur le soleil,. Au cours de l’année géophysique internationale IGY -1957, il met en évidence un évènement rare montrant un accroissement momentané de l'intensité des rayonnements cosmiques accompagnant une éruption chromosphérique. Ce type d’évènement permet d'étayer la thèse d'une origine stellaire des rayons cosmiques.

#### Étude de la présence de rayons X dans les aurores
Jean-Pierre Legrand a travaillé sur les rayons X présents dans les précipitations électroniques de la zone aurorale, en utilisant les mesures enregistrées par ballons stratosphériques. Il a montré avec ses co-auteurs, que le spectre d’énergie moyen des rayons X auroraux est compris entre 20Kev et 150Kev et présente une variation diurne remarquable. Il a étudié de nombreux cas et a montré que certains événements sont directement associés à l'électrojet auroral tandis que d'autres se développent le long de l'ovale auroral au sud de l'électrojet,.

#### Étude sur les deux composantes toroïdale et poloïdale du champ magnétique solaire
La collaboration de Jean-Pierre Legrand et de Paul Simon, l’un physicien du soleil et l’autre géophysicien, a permis de relier les évènements solaires au milieu terrestre et de développer les premières prévisions des perturbations solaires sur l’environnement terrestre. Ces travaux feront d’eux les précurseurs de la nouvelle discipline « météorologie de l’espace ».

#### Étude de l’activité aurorale
Les travaux de Jean-Pierre Legrand et Paul Simon ont porté sur de très longues séries de données solaires, aurorales, et géomagnétiques. Les principaux résultats de cette étude de longues séries ont montré qu’en moyenne 79% de jours magnétiquement perturbés sont associés à des jours d’activité aurorale. Legrand et Simon (1987). Ils ont par l’analyse de 200 ans de mesures de fréquence des aurores confirmé la relation de Ohl (en) (1966) entre l’activité magnétosphérique durant les 4 dernières années d’un cycle de taches solaires et le pic du prochain cycle de taches.

### Année héliophysique internationale de 2007
Pour fêter les 50 ans de l’année géophysique internationale, les scientifiques ont organisé l’année héliophysique internationale AHI (2007-2009). C’est dans le cadre de cette année héliophysique internationale que Jean-Pierre Legrand a été récompensé pour son travail durant l’année 1957. C’est pendant cette année qu'il a formé des étudiants du Burkina Faso. L’un d’entre eux, Frédéric Ouattara, a utilisé la classification faite par Jean-Pierre Legrand et Paul Simon pour étudier la fréquence critique de la couche F2 de l'Ionosphère durant plusieurs cycles solaires. Les travaux de Frédéric Ouattara ont été couronnés en 2018 par le prix du meilleur scientifique africain en sciences de l’espace.

### Histoire des sciences
Jean-Pierre Legrand a développé de nombreuses études d’histoire des sciences qui ont conduit à la rédaction de plusieurs publications et d’un ouvrage avec Maxime Legoff sur l’activité des savants pendant la Révolution française. Deux études particulières sur Jean-Jacques Dortous de Mairan, et celle en collaboration avec Maxime Legoff sur Louis Morin de Saint-Victor feront l’objet d’une publication dans la revue Vie des sciences.

#### Météorologie et climat
Le travail de Jean-Pierre Legrand sur les variations climatiques durant le minimum de Maunder a conduit celui-ci à une reconstruction du climat s’appuyant sur les dates des vendanges. Il a constaté que de nombreuses années exceptionnelles arrivaient durant la phase de minimum du cycle d’activité solaire. Deux publications au sujet des vendanges et du climat ont été rédigées en collaboration avec l’historien Emmanuel Le Roy Ladurie.

### Instruments de collection et bibliothèque
Jean-Pierre Legrand possédait chez lui un grand nombre d’appareils scientifiques destinés à la collection. Un catalogue descriptif des différents instruments a été déposé à l’institut de France en 1998 pour servir à leur compréhension. Une grande bibliothèque acquise au fil du temps et couvrant des centaines de sujet lui servait de base de données pour ses recherches.
Une vente aux enchères rassemblant l’ensemble de ses collections a été organisée à Paris en décembre 2019 à la fondation Dosne-Thiers.